# RS Большой Медведицы
RS Большой Медведицы (лат. RS Ursae Majoris), HD 110064 — одиночная переменная звезда в созвездии Большой Медведицы на расстоянии (вычисленном из значения параллакса) приблизительно 6470 световых лет (около 1984 парсеков) от Солнца. Видимая звёздная величина звезды — от +14,9m до +8,3m.

## Характеристики
RS Большой Медведицы — красная пульсирующая переменная звезда, мирида (M) спектрального класса M4e-M6e или M4,5e, M5e, M5,5e, M6-e.